# Marcy Kaptur
Marcy Kaptur (ur. 17 czerwca 1946 w Toledo) – amerykańska polityk Partii Demokratycznej polskiego pochodzenia. Od 3 stycznia 1983 jest członkinią Izby Reprezentantów Stanów Zjednoczonych jako reprezentantka 9. okręgu wyborczego w stanie Ohio. Jest najdłużej urzędującą kobietą w obecnej Izbie Reprezentantów Stanów Zjednoczonych i drugą najdłużej urzędującą kobietą w historii izby Reprezentantów. Jest piąta w rankingu starszeństwa w Izbie Reprezentantów.

## Młodość i pochodzenie

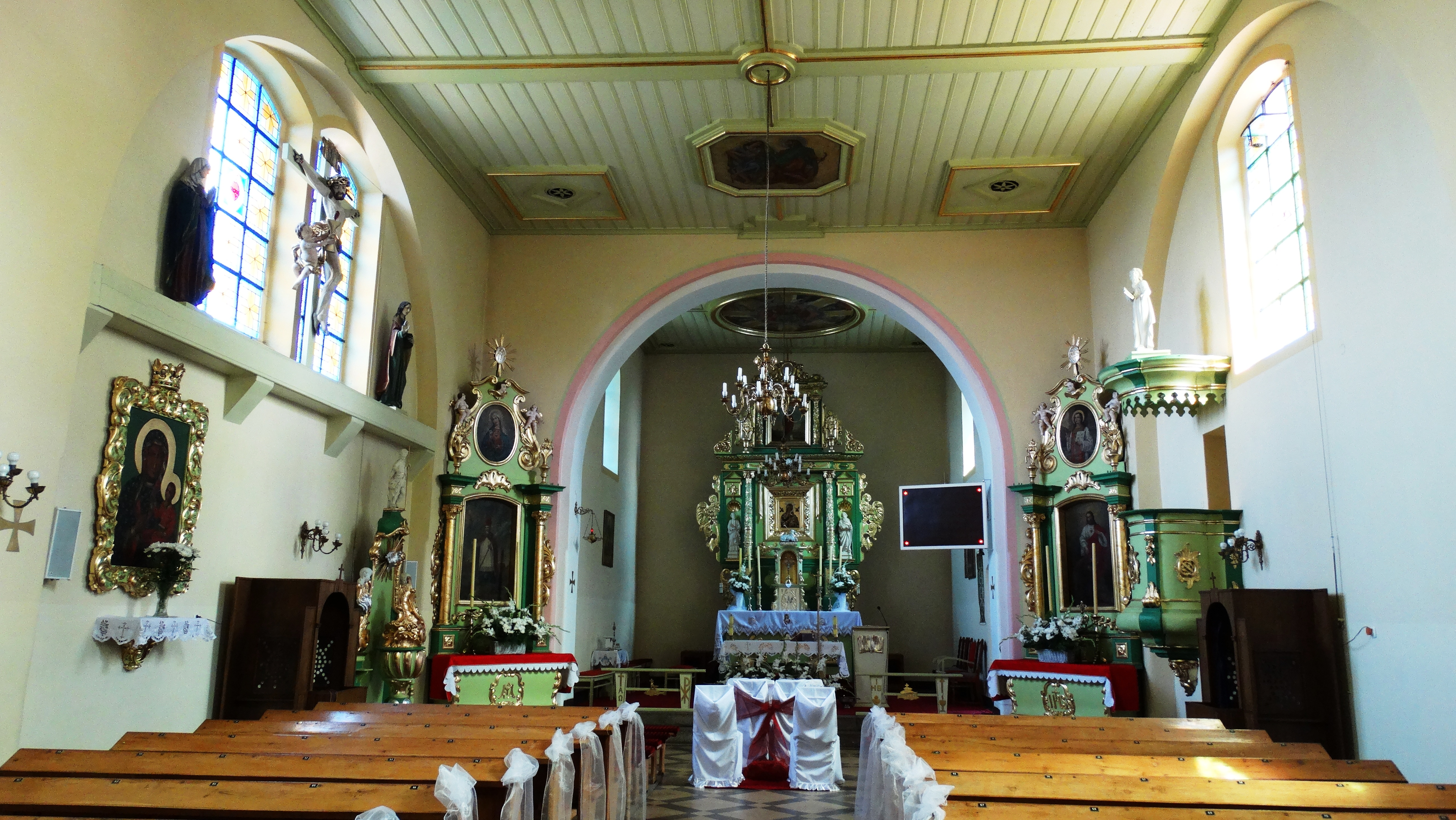
Kościół św. Marcina w Żninie, w którym pradziadkowie Marcy Kaptur brali ślub

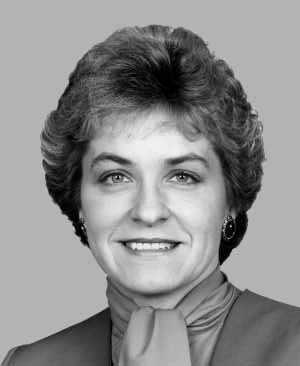
Marcy Kaptur w 1997

Urodzona 17 czerwca 1946 w Toledo w stanie Ohio. Jest córką Stephena Kaptura oraz Anastasii Delores (Rogowski), pochodzących z Polski właścicieli małego sklepu spożywczego. Matka Marcy Kaptur była później w pierwotnym komitecie organizacyjnym związku zawodowego w fabryce Champion Spark Plug w Toledo. Jej dziadkowie ze strony ojca przypłynęli do Ameryki pod koniec XIX wieku.. Korzenie rodziny Kaptur wywodzą się z okolic Żnina. Dziadkowie ze strony matki, Teofila i John, mieszkali w rejonie miasteczka Połonne w dzisiejszym obwodzie chmielnickim na Ukrainie. Odbyli miesięczną podróż z Rotterdamu na Ellis Island w 1912, ponieważ nie mogli wypasać swoich krów na skolektywizowanej ziemi. Planowali zarobić wystarczająco dużo pieniędzy, żeby kupić ziemię i wrócić do rodzinnych stron. Plany pokrzyżowały im rewolucje: lutowa i październikowa w 1917 oraz wybuch I wojny światowej. Nigdy nie udało im się wrócić do domu.

## Edukacja
W 1964 ukończyła katolicką St. Ursula Academy w Cincinnati (Ohio). Aplikowała do United States Air Force Academy i Uniwersytetu Notre Dame, ale została odrzucona, ponieważ była kobietą. 
W 1968 została pierwszą osobą w rodzinie, która ukończyła studia, zdobywając licencjat w dziedzinie historii na Uniwersytecie Wisconsin w Madison. W 1974 zdobyła tytuł magistra urbanistyki na Uniwersytecie Michigan. Następnie, rozpoczęła doktorat w dziedzinie urbanistyki na Massachusetts Institute of Technology.

## Początki kariery
Przez 15 lat pracowała jako urbanistka, głównie w Toledo i Chicago. Następnie zaakceptowała nominację prezydenta Jimmy’ego Cartera na stanowisko doradczyni ds. polityki krajowej. Podczas tej pracy pomogła przeforsować w Kongresie 17 projektów ustaw dotyczących mieszkalnictwa i rewitalizacji dzielnic.

## Izba Reprezentantów
W 1983 z ramienia Partii Demokratycznej została wybrana na członkinię Izby Reprezentantów Stanów Zjednoczonych, gdzie reprezentuje dziewiąty dystrykt w Ohio. Wybory w 1982 wygrała z przewagą 20% głosów, choć jej kontrkandydat wydał na kampanię niemal trzy razy więcej. Pieniądze na pierwszą kampanię uzbierała za pomocą sprzedaży wypieków w Toledo. 

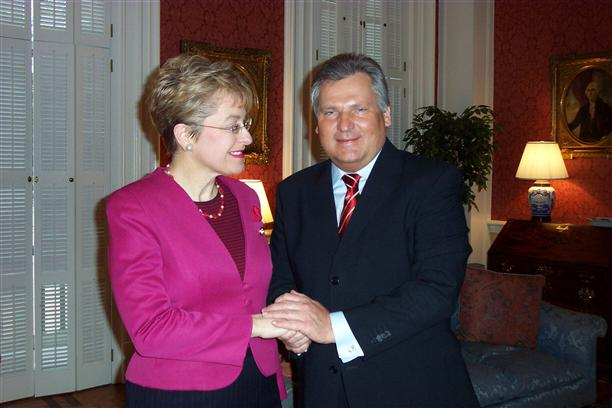
Marcy Kaptur z prezydentem Aleksandrem Kwaśniewskim

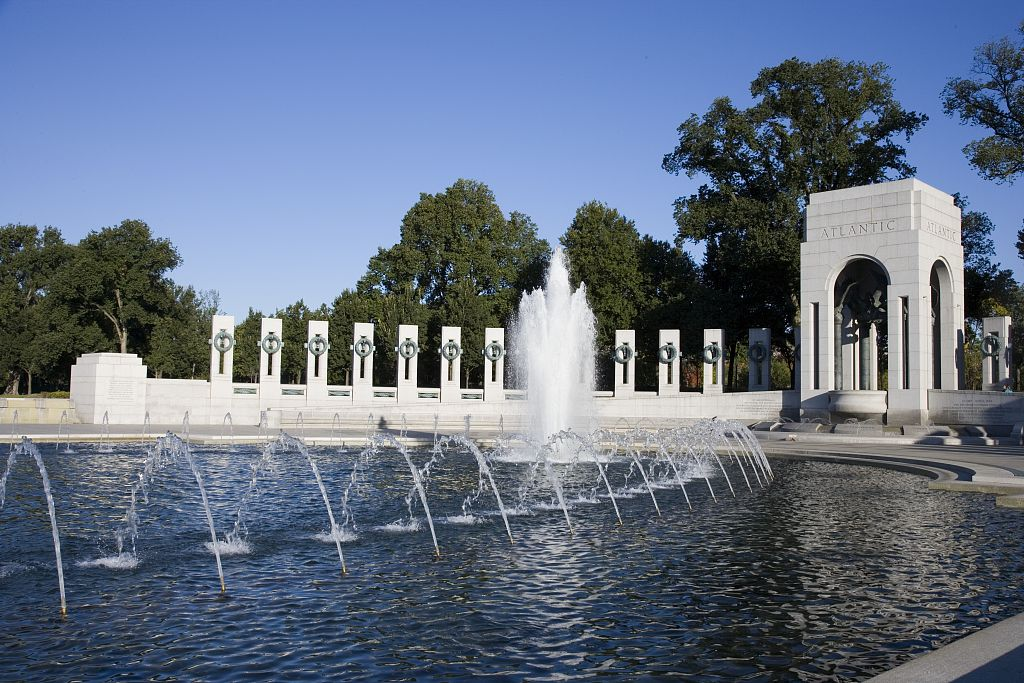
The National World War II Memorial

Założyła oraz przewodniczy kongresowej Grupie Roboczej ds. Polski. Udziela się w projektach dotyczących Polski oraz Polonii amerykańskiej. Prowadziła działania na rzecz ujawnienia dokumentów katyńskich z archiwów amerykańskich. Jest główną sponsorką rezolucji wspierającej Inicjatywę Trójmorza, w której rząd USA zobowiązał się do przekazania miliarda dolarów na Fundusz Trójmorza. Po tragicznym zabójstwie prezydenta Gdańska Pawła Adamowicza, zainicjowała projekt mający na celu wzmocnienie wymiany demokratycznej między Stanami Zjednoczonymi a Polską.
Jest autorką ustawy, na mocy której powstał Narodowy Pomnik II Wojny Światowej w Waszyngtonie. Pomysł dał jej Roger Durbin, listonosz i weteran II wojny światowej, który podszedł do niej w lokalnej smażalni ryb. Pomnik odsłonięto w 2004 i jest obecnie jedną z popularnych atrakcji turystycznych w Waszyngtonie.
Jest przeciwniczką podwyżek płac w Kongresie, więc przeznacza je na pokrycie deficytu federalnego oraz na cele charytatywne w swojej lokalnej społeczności.

## Nagrody i wyróżnienia
W 1993 otrzymała honorowy doktorat w dziedzinie prawa od Uniwersytetu Toledo.
W 2002 otrzymała Ellis Island Medal of Honor.
W 2012 otrzymała Krzyż Komandorski Orderu Odrodzenia Polski.
W 2013 została honorową obywatelką Żnina.

## Życie prywatne
Jest katoliczką. Mieszka w domu, w którym się urodziła.

## Publikacje
- Women of Congress: A Twentieth-Century Odyssey, 1996